# Hendrik Willem d'Erp tot Holt van Baerlo
Henricus Guillelmus Antonius d'Erp de Holt en Baerloo (Didam, 2 september 1759 - 18 augustus 1820) (ook d'Erp tot Holt en Baerloo) was een Nederlands edelman.

## Levensloop
Een familielid was in 1691 lid van de adel van het Land van Maas en Waal en in 1780 van de hertogdommen Gulik en Berg.
Henricus d'Erp was een telg uit het geslacht Van Erp en een zoon van Balthazar d'Erp, heer van Baerloo, lid van de adel in de hertogdommen Gulik en Berg en infanterieofficier, en van Josine van Oldeneel tot Heerenbrinck. Henricus was officier in het regiment de la Marck en vervolgens in een Duitse brigade in Franse dienst. 
Bij de oprichting van het Verenigd Koninkrijk der Nederlanden werd hij erkend in de erfelijke adel met de titel baron en benoemd in de Ridderschap van de provincie Limburg. In 1822 verkreeg zijn weduwe postuum de overdraagbaarheid van de titel op alle afstammelingen.
Hij trouwde in 1795 in Bedum (Gr)met barones Helena van Voorst tot Voorst (1771-1852). Beide echtelieden werden in Didam (Gld) geboren. Het huwelijk was vruchtbaar: tien kinderen, geboren tussen 1796 en 1815. Henricus was in 1792 naar het burgerleven teruggekeerd. Alle kinderen werden in Baarlo (L) geboren.
Van de tien in Baarlo geboren kinderen, waren er zes die er ook overleden. Onder de mannen waren te vermelden:
- Balthazar d'Erp (1796-1855), heer van Baerloo, was artilleriekapitein en lid van de Ridderschap van de provincie Limburg.
- Jan-Egidius d'Erp (1800-1875) werd luitenant-generaal. Hij koos in 1839 voor de Belgische nationaliteit. Hij trouwde in 1845 met de Belgische barones Dieudonnée de Loen d'Enschedé (1821-1898). Ze hadden twee zoons:
  - Waleran d'Erp (1846-1867), doctor in de rechten en in de politieke en sociale wetenschappen, die als Pauselijk Zoeaaf sneuvelde tijdens de slag bij Mentana.
  - Maximiliaan d'Erp (1847-1936), die Belgisch buitengewoon gezant werd, onder meer bij de Heilige Stoel. Hij trouwde met Paule de Lavergne de Cerval (1848-1931) en resideerde meestal in haar familiedomein in Vézac, waar hij ook stierf.
  - Frédéric d'Erp de Holt (1803-1859), was officier. Hij trouwde in Noord-Frankrijk met zijn nicht Marie-Louise de Preseau (1804-1885) en woonde aanvankelijk met haar op het kasteel van de familie Préseau. Later kochten ze het kasteel van Quiévrechain net over de grens in België. Ze hadden twee zoons en een dochter. Zij trouwde met Henri Pelletier de Chambure en kreeg vier kinderen.

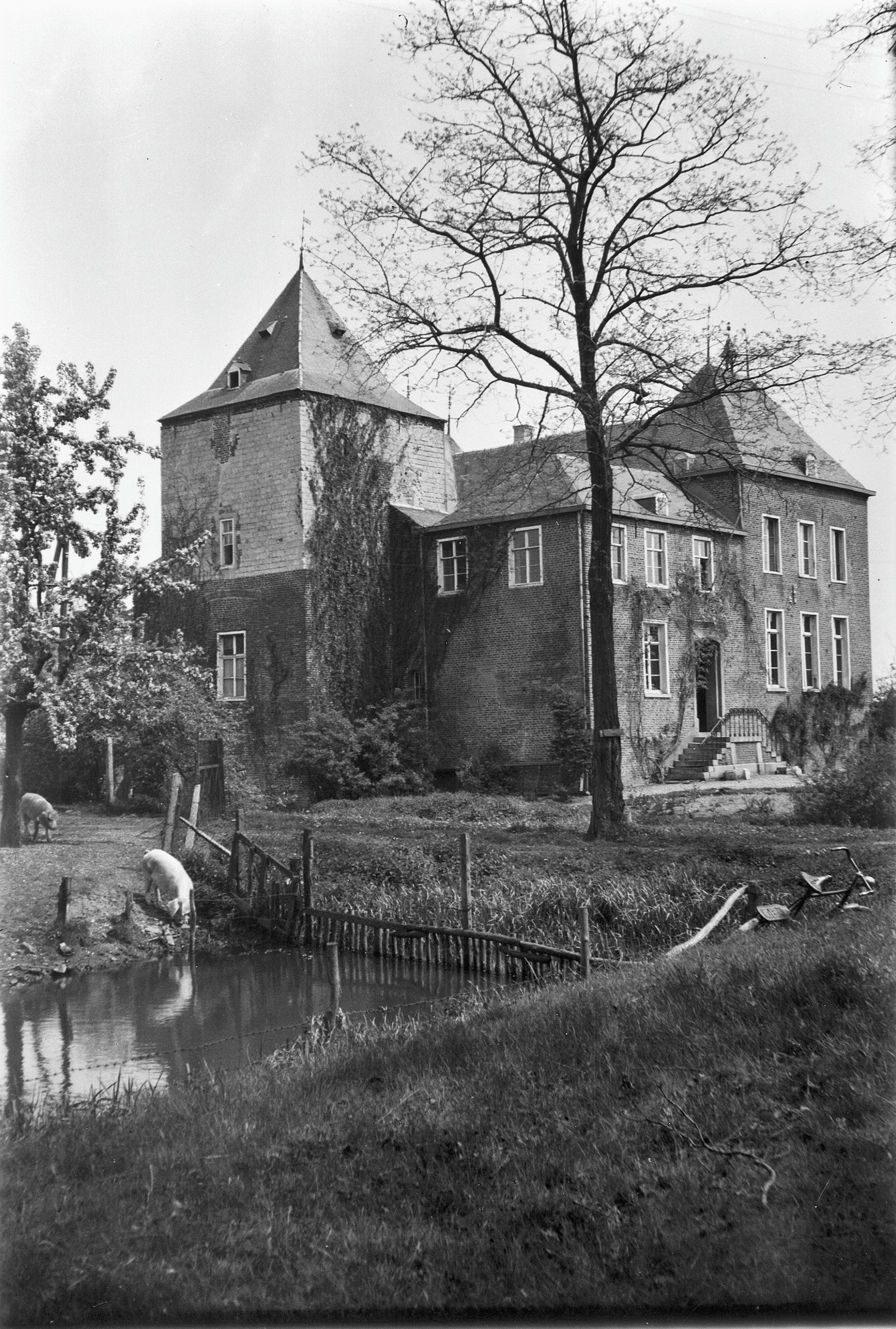
Het kasteel d'Erp in Baarlo

Henricus d'Erp verkreeg in 1787 via een erfenis van de familie van Bierens, de middeleeuwse versterkte burcht aan in Baerloo, van toen af bekend als Kasteel d'Erp. Het kasteel werd tot in 1914 bewoond door de familie, die er tot in 1962 eigenaar van bleef. Hendrik is er in 1787 met twee broers gaan wonen en na zijn huwelijk in 1795 kwam ook zijn echtgenote Helena van Voorst in Baarlo wonen.  
Baron Waleran d'Erp (1883-1949), een achterkleinzoon van Henricus en een zoon van de diplomaat Maximilien, had een dochter, barones Donatienne d'Erp (1915-1992), die trouwde met burggraaf Jacques de Jonghe d'Ardoye (1915-1989). Zij was de laatste van haar naam en een zoon en een dochter kregen in 1995 vergunning om 'd'Erp' aan hun familienaam toe te voegen. Die zoon is burggraaf Yves de Jonghe d'Ardoye d'Erp, Brussels politicus.